# Савін Іван Анатолійович
Іван Анатолійович Савін (рос. Иван Анатольевич Савин; 4 січня 1981, м. Челябінськ, СРСР) — російський хокеїст, захисник. 
Вихованець хокейної школи «Мечел» (Челябінськ). Виступав за «Мечел» (Челябінськ), «Трактор» (Челябінськ), ХК МВД (Московська обл.), «Металург» (Магнітогорськ») і «Спартак» (Москва). У сезоні 2005—06 за активної участі Івана Савіна «Трактор» повернувся у суперлігу російського хокею. Разом із магнітогорським «Металургом» Савін грав у Кубку європейських чемпіонів 2007—08. У сезоні 2008—09 виступав за московський «Спартак», за який провів сім матчів. Сезон 2009—10 пропустив через травму. У сезоні 2011—12 виступав за «Нафтохімік» (Нижньокамськ). Останні два сезони відіграв за клуби «Автомобіліст» (Єкатеринбург) та «Рубін» (Тюмень).
Досягнення
- Володар Кубка європейських чемпіонів (2008).